# Thomaskirche (Düsseldorf-Mörsenbroich)

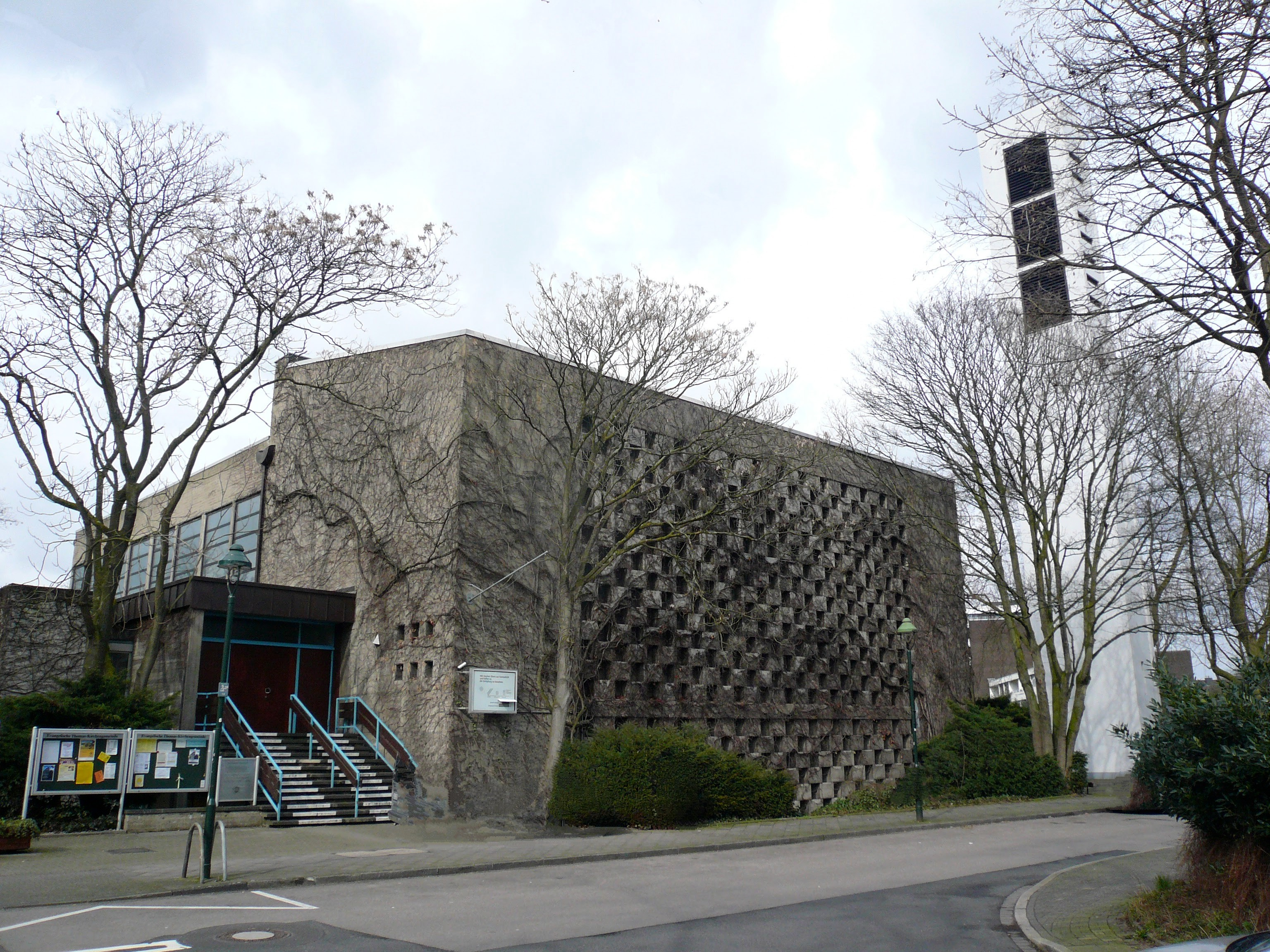
Thomaskirche

Die ehemalige evangelische Thomaskirche befindet sich an der Eugen-Richter-Straße 12 im Stadtteil Mörsenbroich in Düsseldorf. Die nach dem Apostel Thomas benannte Kirche gehörte seit der letzten Strukturreform zur evangelischen Emmaus-Kirchengemeinde Düsseldorf.

## Geschichte
Das Bevölkerungswachstum in den 1930er Jahren in dem ursprünglich ländlichen Vorort von Düsseldorf machte den Bau einer neuen Kirche notwendig. Zunächst erbaute die Gemeinde, die 1930 zu einem selbstständigen Gemeindebezirk wurde, 1950 als Notkirche an der Brehmstraße eine hölzerne, sogenannte Schwedenkirche. Mit stetig steigender Anzahl der Gemeindemitglieder wurde dieser Bau mit der Zeit zu klein.
Nach Planung durch die Architekten Roßkotten und Tritthardt erbaute die Gemeinde von 1959 bis 1960 das heutige Gemeindezentrum, welches am 28. Februar 1960 eingeweiht wurde. Langjähriger Kirchenmusiker an der Thomaskirche war Christoph Lehmann, danach hatte Sabine Rosenboom die Stelle inne. Die Kirche wurde 2020 entwidmet. Seitdem ist ein Abriss geplant, der aber vorerst zurückgestellt wurde (Stand 2024).

## Baubeschreibung
Der auf einem rechteckigen Grundriss errichtete dreifach gegliederte Baukörper vereinigt die Kirchen- und Gemeinderäume. Der Kirchraum im oberen Geschoss ist über zwei Freitreppen von der Straße aus zugänglich. Darunter befinden sich Gemeinderäume, Bücherei, Gemeindesaal, Jugendräume, Küche und Gemeindeamt. Der durch wenige Stufen vom Gemeindesaal abgesetzte Sakralraum verjüngt sich zum Gemeindesaal hin. Die Frontwand ist durch eine plastische Wandgestaltung geprägt. Die innere und äußere Wandverschalung sind gegeneinander versetzt, wodurch ein Schachbrettmuster entsteht, das durch geschlossene und verglaste Rechtecke hervorgehoben wird. Die Wand selbst wird durch ein zentral hängendes, groß dimensioniertes Holzkreuz hervorgehoben. Der Kirchraum ist sachlich gehalten, in der Tradition des reformiert-evangelischen Kirchenverständnisses. Altar und Bänke sind nicht fest verbaut und können nach Bedarf und Konzept gestellt werden. Die leichte und einheitliche Form des Altars, der Kanzel, des Taufbeckens und des Ambos unterstreicht die bewegliche und lebendige Gestalt der Predigtstätte.

## Orgel

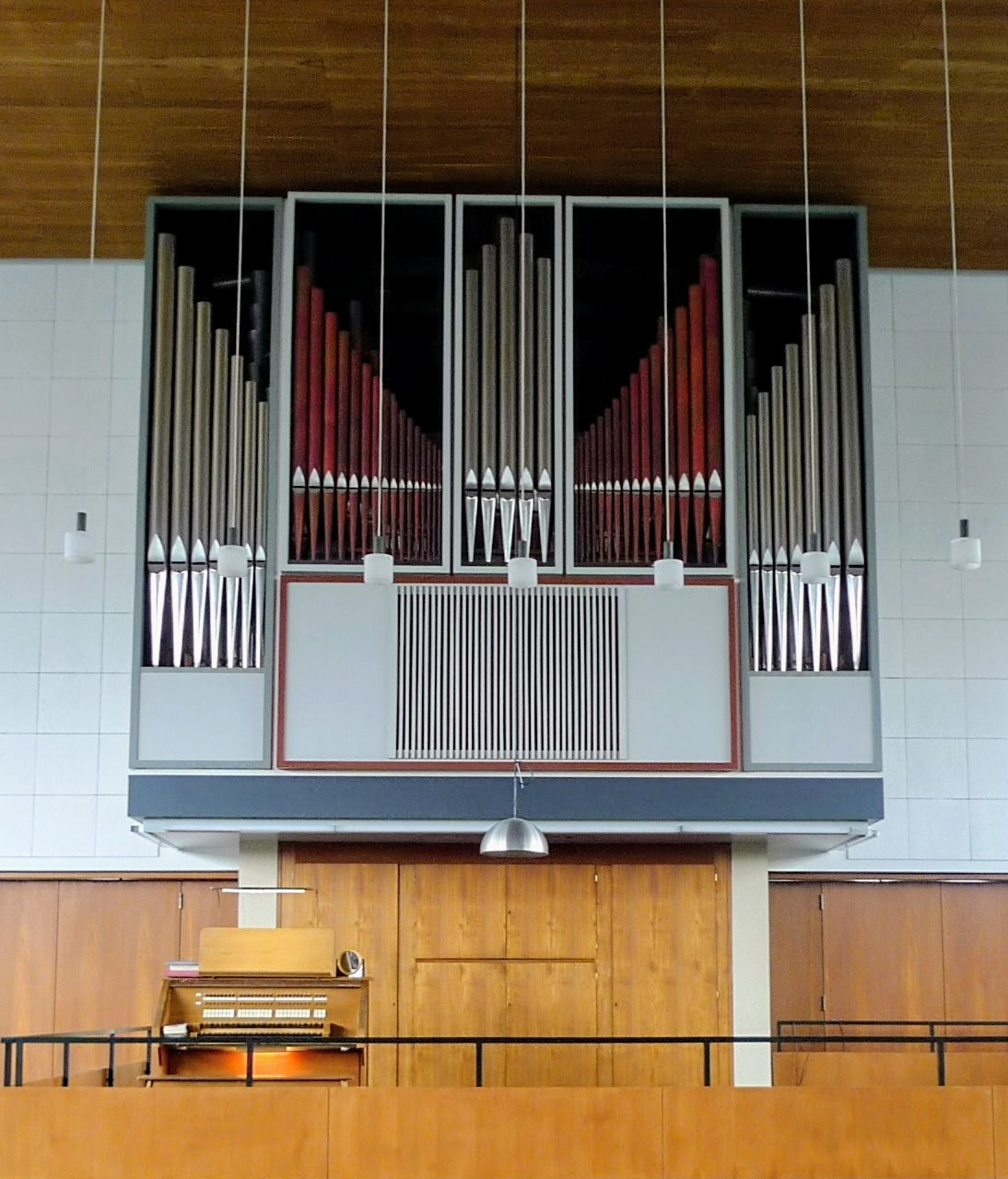
Orgel

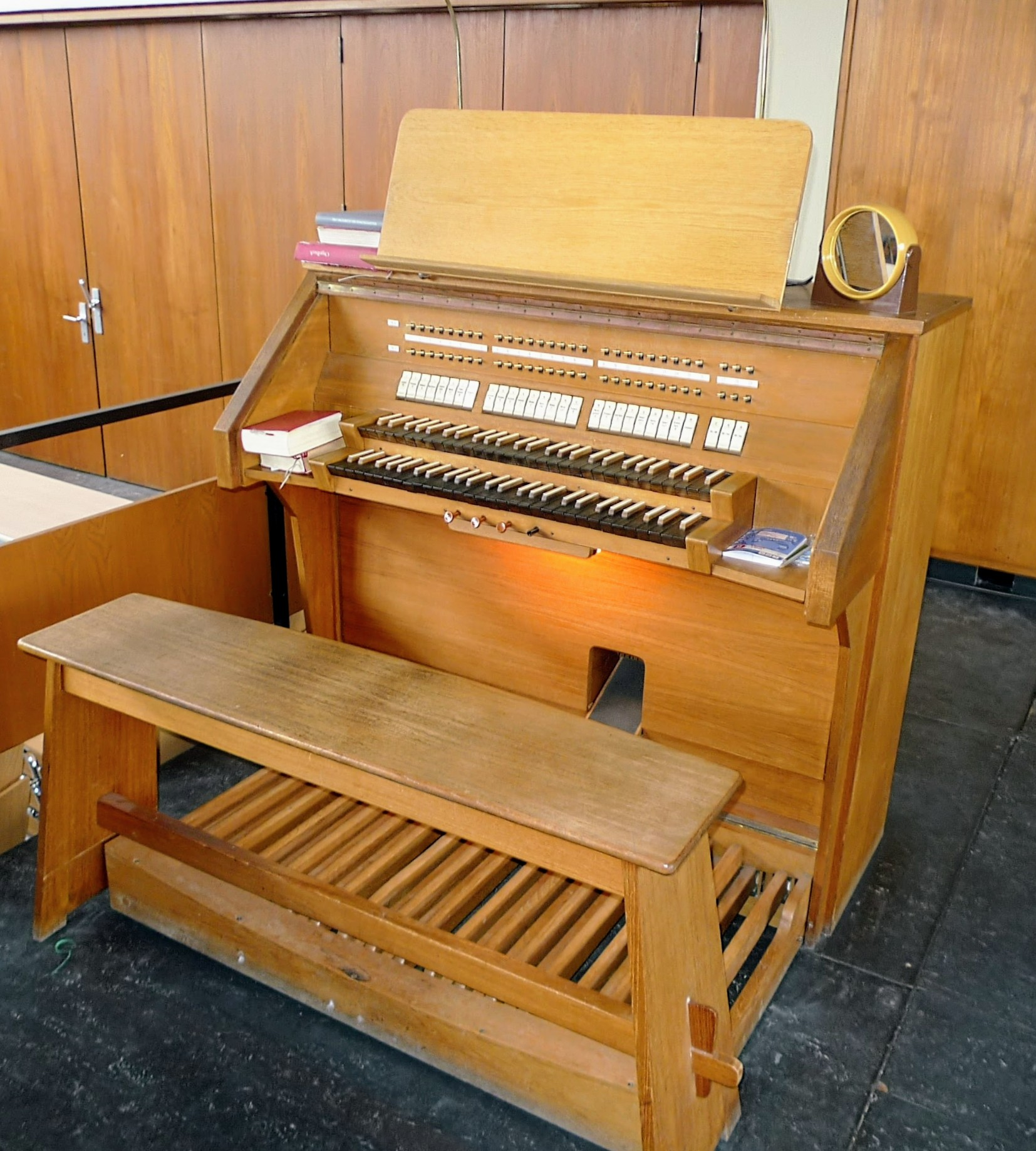
Spieltisch der Orgel

Die Orgel mit mechanischer Spiel- und elektrischer Registertraktur wurde 1962 von Paul Ott erbaut. Sie verfügt über 25 Register auf zwei Manualen und Pedal. Sie wurde 1989 durch Lukas Fischer überholt und teilweise neu intoniert. 2009 erfolgte eine weitere Überholung mit Neuintonation. Die Orgel fand auch Verwendung beim IDO-Festival. Nach Entwidmung der Kirche wurde sie 2021 über die Firma Ladach verkauft und durch die Firma Pontificia Fabbrica d’organi Comm. Giovanni Tamburini nach Norditalien in die Kirche St. Pietro e Paolo in Saronno transferiert und überholt. Die Disposition lautet wie folgt:
| I Hauptwerk C–g3 |              |       |
| 1.               | Quintade     | 16′   |
| 2.               | Prinzipal    | 08′   |
| 3.               | Holzflöte    | 08′   |
| 4.               | Oktave       | 04′   |
| 5.               | Gedackt      | 04′   |
| 6.               | Nasat        | 2 ⁄3′ |
| 7.               | Oktave       | 02′   |
| 8.               | Mixtur IV–VI | 1 ⁄3′ |
| 9.               | Trompete     | 08′   |

| II Brustwerk C–g3 |                 |       |
| 10.               | Metallgedackt   | 8′    |
| 11.               | Prinzipal       | 4′    |
| 12.               | Rohrflöte       | 4′    |
| 13.               | Sesquialtera II | 2 ⁄3′ |
| 14.               | Gemshorn        | 2′    |
| 15.               | Quinte          | 1 ⁄3′ |
| 16.               | Scharff III–IV  |       |
| 17.               | Krummhorn       | 8′    |
|                   | Tremulant       |       |

| Pedal C–f1 |                |     |
| 18.        | Subbaß         | 16′ |
| 19.        | Prinzipal      | 08′ |
| 20.        | Gedackt        | 08′ |
| 21.        | Nachthorn      | 04′ |
| 22.        | Koppelflöte    | 02′ |
| 23.        | Mixtur IV      |     |
| 24.        | Stille Posaune | 16′ |
| 25.        | Trompete       | 04′ |

- Koppeln: II/I, I/P, II/P
- Spielhilfen: 2 freie Kombinationen

## Glocken
Im Turm befinden sich fünf Glocken. Die Schlagtöne lauten g1–b1–c2–d2–f2.